# قائمة شخصيات جراند ثفت أوتو: فايس سيتي

## تومي فيرسيتي
بدأ في: البداية، مشهد المطار
تومي «توماس» فيرسيتي هو البطل الرئيسي والشخصية الملعوبة في غراند ثفت أوتو: فايس سيتي.

## الشخصيات الأساسية

### سوني فوريلي
بدأ في: البداية، مشهد الالتقاء
قتل في «أبق أصدقائك قريبين...»